# Murat (Allier)
Cet article possède un paronyme, voir Morat.
Pour les articles homonymes, voir Murat.
Murat est une commune française située dans le département de l'Allier en région Auvergne-Rhône-Alpes.

## Géographie
Murat est située en pleine campagne et est traversée par la départementale 33. Elle dispose d'un étang communal et d'un stade. Le relief est assez plat, sauf au sud, au niveau d'un creux formé par le ruisseau le Murat.

### Climat
Pour des articles plus généraux, voir Climat d'Auvergne-Rhône-Alpes et Climat de l'Allier.
En 2010, le climat de la commune est de type climat océanique dégradé des plaines du Centre et du Nord, selon une étude du CNRS s'appuyant sur une série de données couvrant la période 1971-2000. En 2020, Météo-France publie une typologie des climats de la France métropolitaine dans laquelle la commune est dans une zone de transition entre le climat océanique altéré et le climat de montagne ou de marges de montagne et est dans la région climatique Ouest et nord-ouest du Massif Central, caractérisée par une pluviométrie annuelle de 900 à 1 500 mm, maximale en automne et en hiver.
Pour la période 1971-2000, la température annuelle moyenne est de 10,9 °C, avec une amplitude thermique annuelle de 15,9 °C. Le cumul annuel moyen de précipitations est de 830 mm, avec 11,1 jours de précipitations en janvier et 7 jours en juillet. Pour la période 1991-2020, la température moyenne annuelle observée sur la station météorologique de Météo-France la plus proche, « Tortezais_sapc », sur la commune de Tortezais à 7 km à vol d'oiseau, est de 11,6 °C et le cumul annuel moyen de précipitations est de 757,2 mm,. Pour l'avenir, les paramètres climatiques de la commune estimés pour 2050 selon différents scénarios d'émission de gaz à effet de serre sont consultables sur un site dédié publié par Météo-France en novembre 2022.

## Urbanisme

### Typologie
Au 1er janvier 2024, Murat est catégorisée commune rurale à habitat très dispersé, selon la nouvelle grille communale de densité à 7 niveaux définie par l'Insee en 2022.
Elle est située hors unité urbaine et hors attraction des villes,.

### Occupation des sols

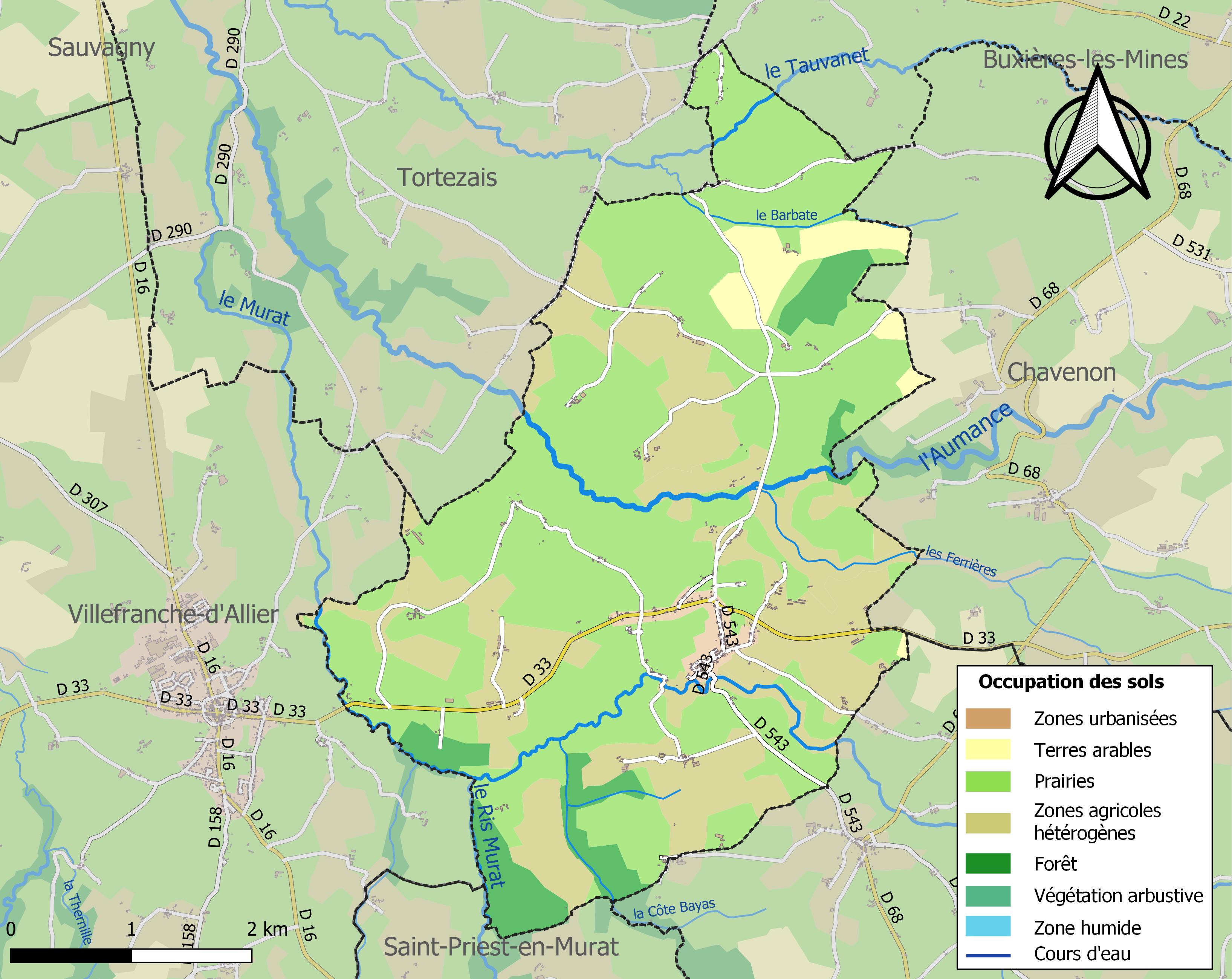
Carte des infrastructures et de l'occupation des sols de la commune en 2018 (CLC).

L'occupation des sols de la commune, telle qu'elle ressort de la base de données européenne d’occupation biophysique des sols Corine Land Cover (CLC), est marquée par l'importance des territoires agricoles (91,8 % en 2018), une proportion sensiblement équivalente à celle de 1990 (92,1 %). La répartition détaillée en 2018 est la suivante : prairies (60,1 %), zones agricoles hétérogènes (28,1 %), forêts (6,6 %), terres arables (3,6 %), zones urbanisées (1,6 %).
L'IGN met par ailleurs à disposition un outil en ligne permettant de comparer l’évolution dans le temps de l’occupation des sols de la commune (ou de territoires à des échelles différentes). Plusieurs époques sont accessibles sous forme de cartes ou photos aériennes : la carte de Cassini (XVIIIe siècle), la carte d'état-major (1820-1866) et la période actuelle (1950 à aujourd'hui).

### Voies de communication et transports
Murat se trouve sur l'ancienne ligne de chemin de fer de Montluçon à Moulins.

## Toponymie
Du latin tardif muratus, « entouré de murs », qui désigne un bourg ou village fortifié.

## Histoire
Murat est au Moyen Âge l'une des villes les plus importantes du duché de Bourbon. En effet, elle est l'une des dix-sept châtellenies ducales et elle est située sur la limite avec l'Aquitaine. Murat a donc aussi le but de défendre la province, comme Hérisson. Le château sert de résidence aux sires, puis ducs de Bourbon. Murat perd de son importance lorsque la châtellenie est déplacée à Montmarault en 1687, puis le chef-lieu de canton est donné à la Révolution à la même ville. Depuis, le village est devenu essentiellement rural, mais garde un patrimoine assez exceptionnel (église romane et château) qui témoigne de sa grandeur passée.

## Politique et administration
| Période                                  | Période                     | Identité         | Étiquette | Qualité  |
| ---------------------------------------- | --------------------------- | ---------------- | --------- | -------- |
| Les données manquantes sont à compléter. |                             |                  |           |          |
| mars 1989                                | mars 2014                   | Bernard Philippe | PCF       |          |
| mars 2014 (réélue en 2020)               | En cours (au 23 avril 2022) | Ghislaine Bureau |           | Employée |

## Population et société

### Démographie
Les habitants de la commune sont appelés les Muratais et les Murataises.
L'évolution du nombre d'habitants est connue à travers les recensements de la population effectués dans la commune depuis 1793. Pour les communes de moins de 10 000 habitants, une enquête de recensement portant sur toute la population est réalisée tous les cinq ans, les populations de référence des années intermédiaires étant quant à elles estimées par interpolation ou extrapolation. Pour la commune, le premier recensement exhaustif entrant dans le cadre du nouveau dispositif a été réalisé en 2005.

En 2022, la commune comptait 267 habitants, en évolution de −9,49 % par rapport à 2016 (Allier : −1,38 %, France hors Mayotte : +2,11 %).
| 1793 | 1800 | 1806 | 1821 | 1831 | 1836 | 1841 | 1846 | 1851 |
| ---- | ---- | ---- | ---- | ---- | ---- | ---- | ---- | ---- |
| 484  | 493  | 556  | 623  | 648  | 667  | 687  | 700  | 712  |

| 1856 | 1861 | 1866 | 1872 | 1876 | 1881 | 1886 | 1891 | 1896 |
| ---- | ---- | ---- | ---- | ---- | ---- | ---- | ---- | ---- |
| 696  | 705  | 686  | 753  | 833  | 828  | 841  | 815  | 800  |

| 1901 | 1906 | 1911 | 1921 | 1926 | 1931 | 1936 | 1946 | 1954 |
| ---- | ---- | ---- | ---- | ---- | ---- | ---- | ---- | ---- |
| 785  | 767  | 705  | 619  | 594  | 613  | 545  | 496  | 490  |

| 1962 | 1968 | 1975 | 1982 | 1990 | 1999 | 2005 | 2006 | 2010 |
| ---- | ---- | ---- | ---- | ---- | ---- | ---- | ---- | ---- |
| 448  | 409  | 334  | 295  | 301  | 311  | 280  | 280  | 291  |

| 2015 | 2020 | 2022 | - | - | - | - | - | - |
| ---- | ---- | ---- | - | - | - | - | - | - |
| 295  | 272  | 267  | - | - | - | - | - | - |

## Culture locale et patrimoine

### Lieux et monuments

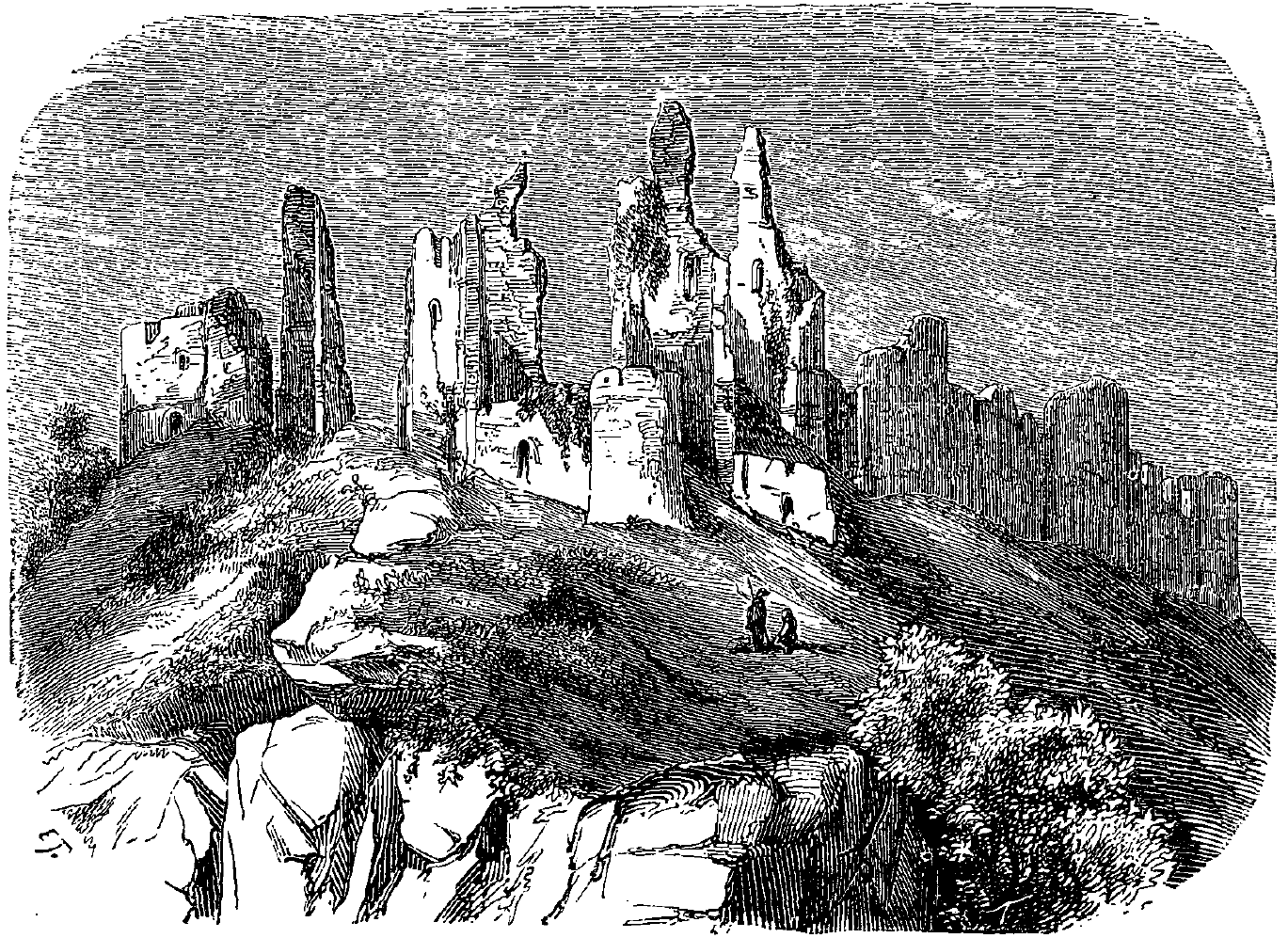
Gravure d'Hubert Clerget représentant les ruines du château au XVIIIe siècle.

- Château de Murat construit aux XIe et XIIe siècles (monument historique depuis 1945)
  - Le château (ruines) fait l’objet d’une inscription au titre des monuments historiques depuis le 11 octobre 1930[19]. Il en subsiste une enceinte quadrangulaire de 90 × 100 m en partie du XIIe siècle ?, flanquée de tours rondes et d'un gros donjon circulaire au XIIIe siècle. Il est remanié au XIVe siècle, pris et ruiné en 1465 par Louis XI et démantelé après la trahison du connétable de Bourbon en 1523[20].
- Église Saint-Nicolas :
  - L'ensemble du clocher et de la sacristie fait l’objet d’une inscription au titre des monuments historiques depuis le 21 janvier 1958[21].
  - L'église sauf le clocher et la sacristie fait l’objet d’un classement au titre des monuments historiques depuis le 15 avril 1931[21].
- Chapelle de Barbate (clocheton en bois) dédiée à sainte Marie-Madeleine. Sa restauration a été récompensée par le prix Émile-Mâle 2020.
- Chapelle de l'hôpital du XIXe siècle.
- Le château de Chatignoux fait l’objet d’une inscription au titre des monuments historiques depuis le 14 novembre 1980[22].
- Château de Robinière du XIXe siècle.

### Personnalités liées à la commune
- Béatrice de Bourgogne, dame de Bourbon et épouse de Robert de Clermont, meurt au château de Murat le 1er octobre 1310.